# Programma nucleare militare tedesco

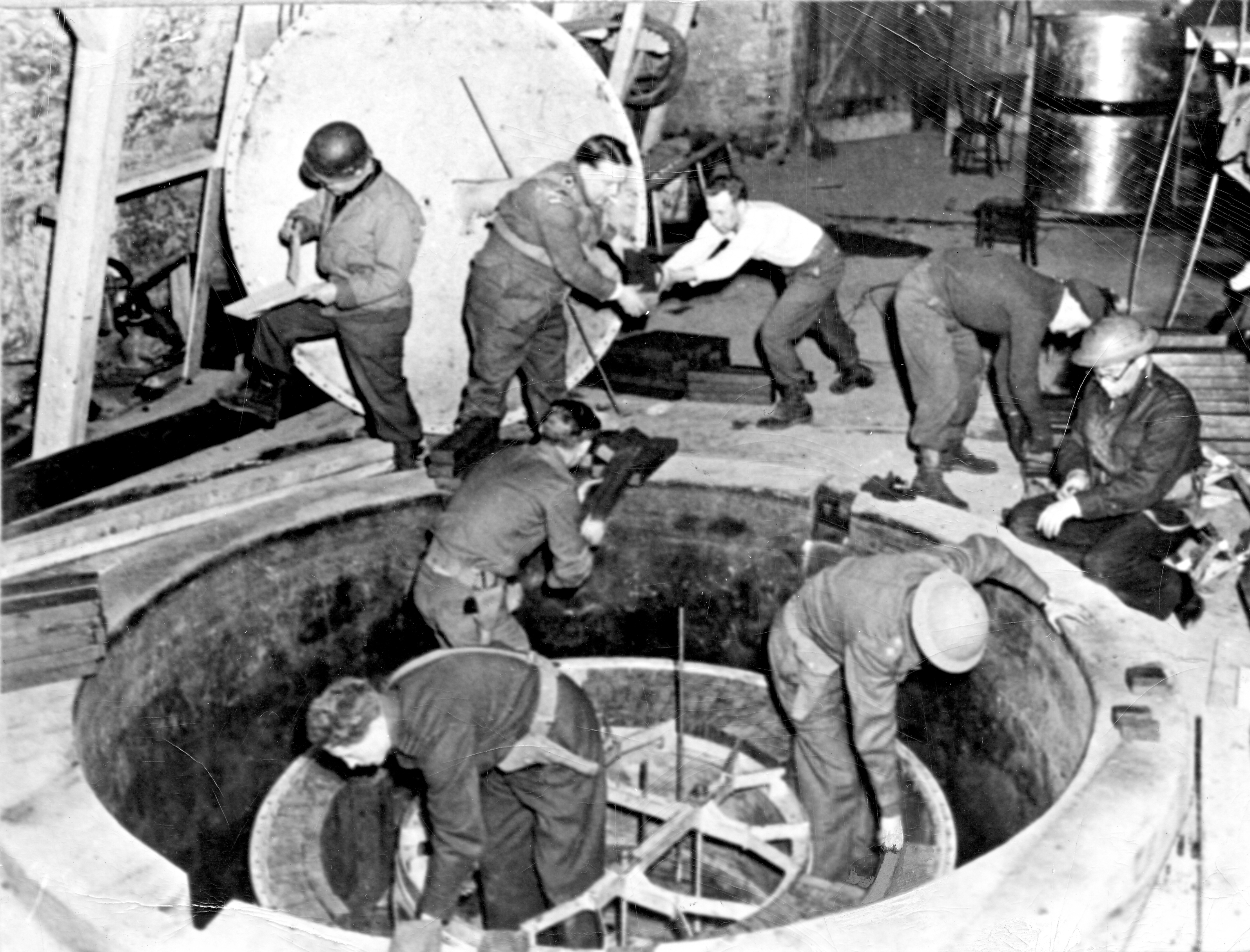
Soldati britannici e statunitensi ispezionano il reattore nucleare sperimentale tedesco di Haigerloch - aprile 1945

Il programma nucleare militare tedesco fu la serie di ricerche ed esperimenti condotti dagli scienziati del Terzo Reich durante la seconda guerra mondiale, tesi alla costruzione di armi nucleari e della bomba atomica.
Contrariamente al Progetto Manhattan degli Alleati, furono due i gruppi di ricerca che vennero creati, uno sotto il controllo militare e l'altro sotto il controllo civile, ma entrambi non arrivarono a risultati concreti prima della sconfitta bellica della Germania nazista. In particolare gli scienziati del gruppo sotto il controllo civile diretto da Werner Karl Heisenberg, dopo due anni di lavoro, dal 1939 al 1941, sul progetto della bomba atomica arrivarono alla conclusione che non avrebbero potuto costruirla e si dedicarono successivamente solo alla realizzazione di un reattore nucleare per la produzione di energia.

## Antefatti
Le ricerche sul nucleare furono inizialmente avviate da un Istituto facente parte dell'ampia organizzazione della Società Kaiser Wilhelm sotto l'egida del fisico Werner Karl Heisenberg. Successivamente anche il mondo militare iniziò ad interessarsi di queste tematiche, e venne creata una seconda squadra scientifica sotto la guida del prof. Kurt Diebner, a cui venne poi aggregato il professore Paul Harteck, che contribuì a sviluppare le centrifughe a gas inventate dal dottor Erich Bagge nel 1942. Ufficialmente la squadra era sottoposta al controllo dell'esercito (Heereswaffenamt Forschungsstelle E) e della Kriegsmarine (la marina militare tedesca), dato che in una seconda fase venne istituita una squadra, guidata dal dott. Otto Haxel, per studiare l'impiego di propulsori nucleari con cui equipaggiare gli U-Boot. I responsabili militari, per la Kriegsmarine, erano il contrammiraglio Karl Witzell e il contrammiraglio Wilhelm Rein.
Le intenzioni del gruppo di Heisenberg sono state oggetto di accese polemiche, incentrate sul fatto dell'effettivo coinvolgimento e propensione degli scienziati a costruire una bomba atomica per il dittatore nazista Adolf Hitler.

### La fissione nucleare e le sue implicazioni
La fissione nucleare venne scoperta nel dicembre 1938, quando Otto Hahn e il suo assistente Fritz Strassmann bombardarono un campione di uranio con una pioggia di neutroni, ottenendo atomi di bario e di kripton come risultato di questo bombardamento. Questa scoperta fu una sorpresa per i due scienziati, e una serie di riesami dimostrarono che alcuni anni prima i gruppi di Enrico Fermi a Roma e Irène Joliot-Curie a Parigi, avevano prodotto, senza saperlo, lo scoppio di un nucleo di uranio: in altre parole una fissione nucleare. Lise Meitner, che a causa delle sue origini ebree aveva abbandonato la Germania, era giunta poco dopo - per via teorica - a confermare i risultati radiochimici sperimentali del suo collega Hahn, con una pubblicazione congiunta con Otto Robert Frisch. Frisch e Meitner furono i primi a capire le implicazioni di una tale scoperta, coniando appunto il termine di fissione. Così dall'inizio della seconda guerra mondiale la comunità scientifica era bene informata dell'avanzato livello tedesco nel campo della fisica nucleare.
La minaccia di una bomba atomica nelle mani del regime nazista fu uno dei motivi principali che portarono alla creazione del progetto britannico Tube Alloys, che venne ampliato con l'attuazione del Progetto Manhattan statunitense, diretto dal generale Leslie Groves. Vennero assoldati parecchi rifugiati europei, in gran parte provenienti dalla Germania, dall'Italia e dall'Ungheria, contribuendo in modo significativo allo sforzo nucleare alleato. Il governo Hitler, invece, non finanziò mai un programma completo di ricerca per sviluppare armi nucleari, dato che diversi consulenti tecnici teorizzarono che gli studi non potessero essere completati in tempo per un uso militare in guerra; così il programma tedesco fu molto più limitato, sia nel numero di scienziati impiegati, sia nelle strutture tecniche e nei finanziamenti, se messo a confronto con il Progetto Manhattan.
Nel 1945, nell'ambito dell'operazione statunitense Alsos, che aveva lo scopo di impedire lo sviluppo del programma tedesco e quindi di appropriarsi dei risultati raggiunti dagli scienziati tedeschi, si determinò che gli scienziati tedeschi del gruppo di Heisenberg erano vicini alle teorie che gli scienziati Alleati avevano raggiunto nel 1942, ossia la creazione in cortocircuito di una reazione nucleare a catena, punto cruciale per la costruzione di un reattore nucleare (che a sua volta poteva essere utilizzato sia per scopi pacifici, che per la creazione di plutonio, necessario per le armi nucleari). Il sommergibile U-234, che era in navigazione alla volta del Giappone per trasportare tecnologia avanzata da impiegare nel programma nucleare militare giapponese, dopo la resa tedesca si consegnò agli Stati Uniti.
Un ulteriore dibattito storico, comunque, si è soffermato sulla possibilità che gli scienziati tedeschi abbiano sabotato volutamente il progetto, sottostimando le loro possibilità di successo di fronte ai responsabili nazisti, o se invece le loro errate valutazioni si basarono su errori concettuali o sulla loro incapacità.
Altri studi stanno dimostrando che il gruppo di Diebner sviluppò un'arma che, sebbene fosse molto diversa dalla bomba atomica di Hiroshima, aveva un potenziale molto superiore a quelle convenzionali. Sono stati trovati dei progetti che ricordano molto le cariche cave nucleari che sono state "reinventate" solo in tempi più recenti.

## Dopo la guerra
Dopo la guerra, dieci scienziati tedeschi: Erich Bagge, Kurt Diebner, Walther Gerlach, Paul Harteck, Horst Korsching, Carl Friedrich von Weizsäcker, Karl Wirtz, Werner Karl Heisenberg, Otto Hahn (antinazista e scopritore della fissione nucleare), e Max von Laue (un altro antinazista), vennero catturati dagli Alleati e confinati in tutta segretezza nella Farm Hall, in Inghilterra, per l'avvio della cosiddetta "Operazione Epsilon", che consisteva essenzialmente nel registrarne le conversazioni e studiarle per determinare quanto fossero vicini i nazisti alla produzione di armi atomiche.
Le registrazioni dei dialoghi tra i prigionieri vennero quindi sottoposte all'analisi dell'intelligence alleata, alla ricerca delle conoscenze tedesche in materia di armi nucleari. I risultati furono inconcludenti, ma gli scienziati vennero informati del bombardamento atomico di Hiroshima, in Giappone, e alcuni di loro, soprattutto Hahn, vennero presi da un tale sconforto che si temette il loro suicidio. Il mattino dopo i fatti di Hiroshima, Heisenberg venne informato su tutti i dettagli della bomba atomica americana, e insieme agli altri scienziati detenuti, gli venne chiesta una consulenza per giudicare i rapporti dei danni e gli effetti.
Dai risultati emerse chiaramente come Heisenberg non fosse totalmente a conoscenza dei principi necessari per innescare l'esplosione atomica, e di come, invece, avesse sopravvalutato di molto la massa critica di uranio fortemente arricchito (weapon-grade) necessaria per dare il via alla reazione di fissione nucleare a catena: 13 tonnellate ipotizzate da Heisenberg contro i circa 40 chilogrammi in realtà sufficienti allo scopo. Durante gli anni quaranta, una quarantina di chilogrammi di uranio arricchito al 93% era ottenibile in circa due anni di lavoro (e quindi la bomba era ampiamente realizzabile entro la fine della guerra), mentre le 13 tonnellate richieste secondo i calcoli di Heisenberg avrebbero reso tecnicamente impossibile la costruzione di un tale ordigno.

## L'incontro tra Heisenberg e Bohr
Nel 1941 Werner Karl Heisenberg incontrò il suo vecchio mentore Niels Bohr nella Danimarca occupata ed ebbe con lui una conversazione senza altri testimoni. L'esatto contenuto di tale conversazione è stato, fin dagli anni cinquanta, materia di alcune controversie. L'incontro, assieme alle controversie successive, furono il soggetto di un'opera teatrale di Michael Frayn, del 1998, vincitrice di un Tony Award, intitolata Copenaghen.
C'è un notevole dibattito su cosa avvenne in questo incontro e i resoconti delle due parti coinvolte differiscono. La versione pro-Bohr della storia afferma che Heisenberg stesse cercando di reclutare Bohr nel programma nucleare nazista, offrendogli in cambio delle promozioni accademiche. La versione pro-Heisenberg asserisce invece che Heisenberg stesse cercando di dare a Bohr delle informazioni circa lo stato del programma atomico tedesco, nella speranza che potesse passarle agli Alleati tramite contatti clandestini. In quel momento il programma atomico tedesco non stava procedendo bene (il governo nazista aveva deciso di non finanziare gli investimenti richiesti per sviluppare un'arma nucleare durante la guerra); Heisenberg potrebbe aver sospettato che gli Alleati avessero un programma atomico praticabile, e sperava che liberandoli dall'idea che il programma tedesco stesse andando bene anch'esso, potesse dissuadere gli Alleati dall'usare una bomba atomica sulla Germania.
Gran parte della controversia iniziale nacque da una lettera del 1956, spedita da Heisenberg al giornalista Robert Jungk, dopo aver letto l'edizione tedesca del libro di questi Brighter than a Thousand Suns (1956). Nella lettera, Heisenberg descrisse il suo ruolo nel progetto della bomba atomica tedesca. Jungk pubblicò un estratto della lettera nell'edizione danese del libro, sempre del 1956. Tale estratto, preso fuori dal suo contesto, faceva sembrare che Heisenberg stesse sostenendo di aver fatto deragliare di proposito il progetto atomico tedesco per motivi morali (il testo integrale della lettera mostra invece che Heisenberg fu attento a non sostenere una cosa simile). Bohr, dopo aver letto l'estratto nella sua copia del libro, si infuriò, ritenendo che ciò era falso e che l'incontro del 1941 gli aveva dimostrato che Heisenberg era abbastanza felice dell'idea di produrre armi nucleari per la Germania nazista.
Dopo che l'opera teatrale aveva ispirato numerosi dibattiti tra gli studiosi e sui mass media sull'incontro del 1941, l'Archivio Niels Bohr di Copenaghen rilasciò al pubblico tutti i documenti fino ad allora sigillati riguardanti l'incontro, una mossa intesa principalmente ad appianare il dibattito storico relativo al loro contenuto. Tra i documenti c'erano le bozze originali delle lettere che Bohr scrisse ad Heisenberg nel 1957, riguardanti il libro di Jungk e altri argomenti. I documenti aggiunsero poco alle registrazioni storiche, ma vennero interpretati dai media come un sostegno della versione di Bohr degli eventi. Secondo gli archivisti, le lettere vennero rese pubbliche "per evitare ingiustificate speculazioni sui contenuti delle bozze", di cui in precedenza gli storici erano a conoscenza senza averle però lette.

## Analisi
Sono stati citati molti altri fattori per spiegare il fallimento del programma tedesco. Uno di questi è che le politiche repressive di Hitler incoraggiarono molti grandi scienziati a fuggire dall'Europa, tra cui molti che poi lavorarono al progetto Alleato (lo stesso Heisenberg fu bersaglio della propaganda del Partito nazista, per un certo periodo, durante il movimento della Deutsche Physik). Un'altra spiegazione, portata avanti dal capo scientifico dell'Alsos Samuel Goudsmit, fu che l'opprimente atmosfera politica totalitaria influì negativamente sulla qualità del lavoro scientifico svolto. Un'altra ancora vuole che il suolo tedesco non avesse punti al sicuro dagli attacchi aerei statunitensi. Se le numerose fabbriche e strutture centralizzate costruite dagli Stati Uniti per il loro progetto fossero invece state costruite in Germania, sarebbero state un bersaglio privilegiato delle incursioni alleate.
Nel 2005 lo storico berlinese Rainer Karlsch pubblicò un libro, Hitlers Bombe, nel quale vennero riportati come prova diversi documenti che mettevano in evidenza di come la Germania nazista avesse testato armi nucleari nell'isola di Rügen e presso Ohrdruf, in Turingia, uccidendo diversi prigionieri di guerra sotto la supervisione SS (vedi Atomica di Hitler). Gran parte della stampa, tuttavia, sottolineò che il libro metteva in evidenza solamente l'esistenza di una "bomba sporca", quindi non una "vera" bomba nucleare innescata dalla fissione nucleare. La prova principale delle teorie di Karlsch era l'esistenza di un brevetto per armi al plutonio del 1941. Karlsch cita inoltre un testimone dell'esplosione di Ohrdruf e un altro dei corpi carbonizzati delle vittime. Egli sostiene inoltre di possedere campioni radioattivi del terreno dei siti. Al processo di Norimberga, nel 1946, il ministro degli armamenti Albert Speer venne interrogato dai magistrati circa un'esplosione nucleare, ma non ad Ohrdruf, bensì ad Auschwitz.
I principali storici statunitensi hanno espresso scetticismo verso qualsiasi affermazione che la Germania nazista fosse vicina al successo nel produrre una vera arma atomica, citando la copiosa quantità di prove che sembrano indicare il contrario. Altri sostengono invece che il professor Kurt Diebner avesse un progetto molto più avanzato di quello di Heisenberg. Un articolo apparso su Physics Today, dell'autorevole storico statunitense Mark Walker, ha presentato come sostanziate alcune delle pretese meno controverse di Karlsch: ad esempio che i tedeschi avevano fatto ricerca sulla fusione, che sapevano che una bomba poteva essere realizzata col plutonio, che si erano impegnati in alcuni tipi di prove su alcuni tipi di congegni, che venne archiviato e ritrovato un brevetto su un congegno al plutonio (dai dettagli non specificati).
L'unica fonte tedesca di acqua pesante, una componente necessaria per parte della loro ricerca atomica, era l'impianto della Norsk Hydro di Vemork, in Norvegia. Nel febbraio 1943 tale impianto venne sabotato da un'unità di British Commandos e norvegesi (Operazione Gunnerside). Non è chiaro quale influenza ebbe questo fatto per il programma tedesco.
Successivamente alla indisponibilità dell'impianto di Vemork i tedeschi riconvertirono alla produzione di acqua pesante un impianto elettrochimico a Merano alimentato dalle centrali idroelettriche alpine, il cui responsabile ritardò l'attività intuendone il possibile utilizzo come moderatore in un reattore a neutroni lenti.
L’acqua pesante – di fatto necessaria per determinati ambiti di ricerca nucleari – non è indispensabile alla costruzione di un reattore (il Chicago Pile-1 (CP-1), primo reattore artificiale a fissione nucleare al mondo attivato sotto la guida di Enrico Fermi nel dicembre 1942, usava come moderatore la grafite) né tanto meno per l'arricchimento dell'uranio, altresì ottenibile con mezzi fisico-chimici "convenzionali". Alcuni hanno ipotizzato che proprio l'accanimento mostrato dagli Alleati nel sabotare la produzione di acqua pesante da parte dei Tedeschi, abbia rafforzato in essi la convinzione della necessità imprescindibile della stessa per la produzione della bomba, contribuendo a depistare le loro ricerche. La vicenda del sabotaggio degli impianti norvegesi di Vemork è stata raccontata nel 1965, in modo curato ma non fedele, nel film Gli eroi di Telemark.